# Bonvillars
Bonvillars är en ort och kommun i distriktet Jura-Nord vaudois i kantonen Vaud, Schweiz. Kommunen har 526 invånare (2023).